# NGC 3718
NGC 3718 (другие обозначения — UGC 6524, IRAS11298+5320, MCG 9-19-114, ARP 214, ZWG 268.48, PRC D-18, KCPG 290A, PGC 35616) — галактика в созвездии Большая Медведица.
Галактика находится на расстоянии около 50 млн. св. лет от Земли.
Рядом расположена галактика NGC 3729, гравитационно взаимодействующая с NGC 3718, что и вызвало искажение формы спиральных ветвей последней.
Этот объект входит в число перечисленных в оригинальной редакции «Нового общего каталога».
Галактика NGC 3718 входит в состав группы галактик NGC 3631. Помимо NGC 3718 в группу также входят ещё 9 галактик.